# DTS
DTS (også kendt som Digital Theater Systems), ejet af DTS, Inc. (NASDAQ: DTSI Arkiveret 13. marts 2007 hos  Wayback Machine), er et flerkanals digitalt surround soundformat brugt til både kommerciel/teatralsk brug og af forbrugere (med betydningsfulde forskelle mellem forbrugerudgaven og den kommercielle/teatralske udgave).
I dag bliver langt de fleste dvd-film, inklusive danske, udgivet med et Dolby Digital- lydspor. DTS-lydspor er stadig forholdsvis sjældent. Udviklingen går dog også meget hurtigt indenfor lyd-formater. De seneste skud på stammen: Dolby® True HD (5.1-kanal), Dolby® Digital Plus, DTS-HD (5.1-kanal) anvendes i forbindelse med de nyeste formater på billedfronten ex.Blu-ray